# Гриндавик
Гриндавик (исл. Grindavík, исландское произношение: [ˈkrɪntaˌviːk]) — город в Исландии.

## Общие сведения
Город Гриндавик расположен в юго-западной части Исландии, на полуострове Рейкьянес, в регионе Сюдюрнес. Расстояние до столицы страны, Рейкьявика составляет 39 километров. Численность населения — 3.535 человек (на 1 января 2021 года). В городе удобная океанская гавань. Большинство жителей заняты в рыбной индустрии.
В городе существует крупный эзотерический центр солнцепоклонников; в связи с этим в Гриндавик стекаются многочисленные паломники и туристы из-за рубежа, в особенности из Японии и Кореи.

## История
Поселение Гриндавик появилось ещё в 934 году и было основано первыми поселенцами Исландии. С 1602 года, после введения в Исландии датской торговой монополии, город стал торговой гаванью, через которую прибывали товары из метрополии. 
В 1627 году на Гриндавик, как и на некоторые другие прибрежные поселения Исландии, напали алжирские пираты на 4 кораблях, и захватили более 300 женщин и детей, которых затем продали в рабство в Северной Африке. Со временем примерно 1/3 из пленников была выкуплена и возвращена на родину.
В 1939 году в городе был построен современный порт. В плане самоуправления с 1974 года Гриндавик (и прилегающие к городу территории) является самостоятельной муниципальной единицей — общиной Гриндавикюрбайр.
11 ноября 2023 года власти Исландии объявили режим чрезвычайной ситуации на фоне серии землетрясений на юго-западе полуострова Рейкьянес, которые указывают на угрозу вулканического извержения. Ранее в целях предосторожности был закрыт геотермальный курорт Голубая Лагуна недалеко от города Гриндавик.

## Достопримечательности
В четырех километрах на север от Гриндавика расположен геотермальный спа-курорт «Блауа-Лоунид» (исл. Bláa Lónið, дословно — «Голубая лагуна»), использующий горячие минерализованные воды.
В 2002 году открылся музей морской рыбы, в котором рассказывается значение улова рыбы на экономику страны на протяжении всей истории, а также о способах её соления.
В городе расположен стадион Гриндавикюрвёдлюр (исл. Grindavíkurvöllur) на 1750 мест. Домашние матчи на стадионе проводит футбольный клуб Гриндавик, представляющий город в чемпионате Исландии.

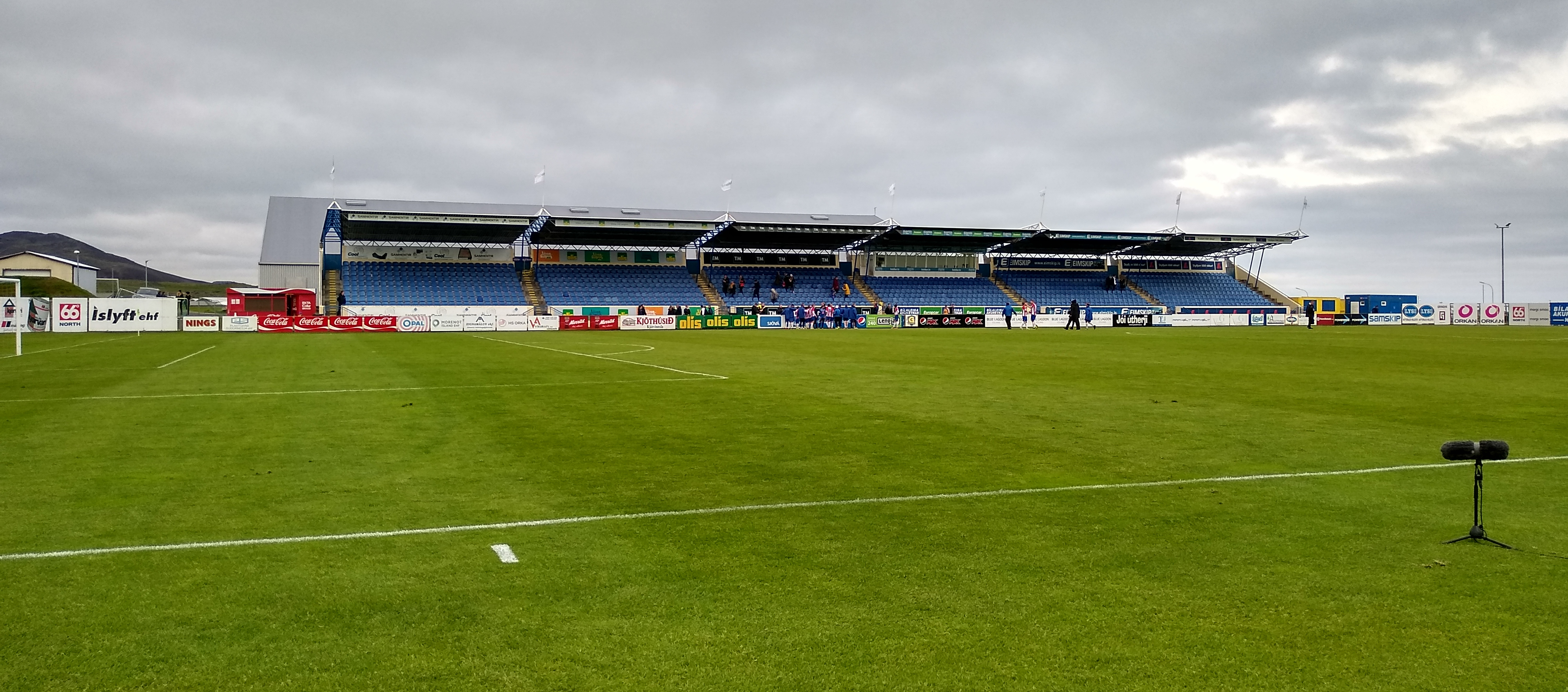
Стадион «Гриндавикюрведлюр»
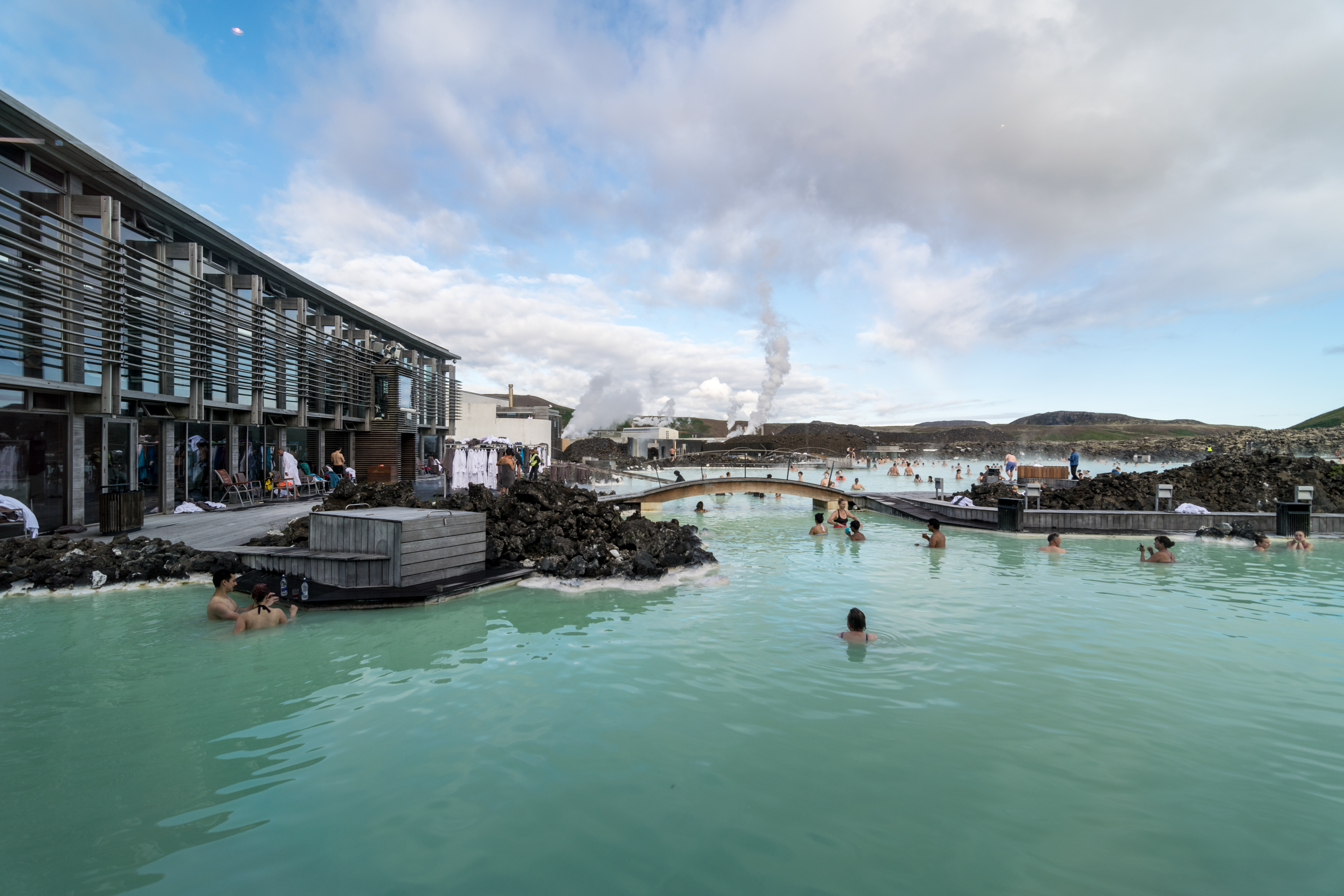
Cпа-курорт «Блауа-Лоунид»

## Вулкан Фаградальсфьядль
Город Гриндавик расположен в непосредственной близости от вулкана Фаградальсфьядль (исл. Fagradalsfjall), долгое время этот вулкан был спящим, однако в 2021 году пробудился. С тех пор его вулканическая активность регулярно доставляет жителям неприятности.
В марте 2021 года неподалёку от города произошло извержение этого вулкана. Извержению предшествовало более 50 тысяч небольших землетрясений, фиксировавшихся в течение последних месяцев.
3 августа 2022 года после сильной сейсмической активности началось ещё одно извержение.
25 октября 2023 года севернее Гриндавика произошла серия землетрясений. В течение последующих дней ситуация обострялась и 10 ноября 2023 года в городе было объявлено чрезвычайное положение и жителям было приказано эвакуироваться.
18 декабря 2023 года началось новое извержение Фаградальсфьядля. Ученые назвали извержение сильнейшим за последние годы и не исключили, что лава может полностью уничтожить Гриндавик. Жители города были эвакуированы заранее, ещё месяц назад.
Утром 14 января 2024 года в 8:00 по местному времени в 450 метрах от города образовалась вулканическая трещина, а около полудня появилась вторая трещина. Лава, образовавшаяся в результате извержения, хлынула в город, разрушив защитные барьеры и три дома.
С декабря 2023 по июль 2025 произошло 9 извержений вулкана Фаградальсфьядль.

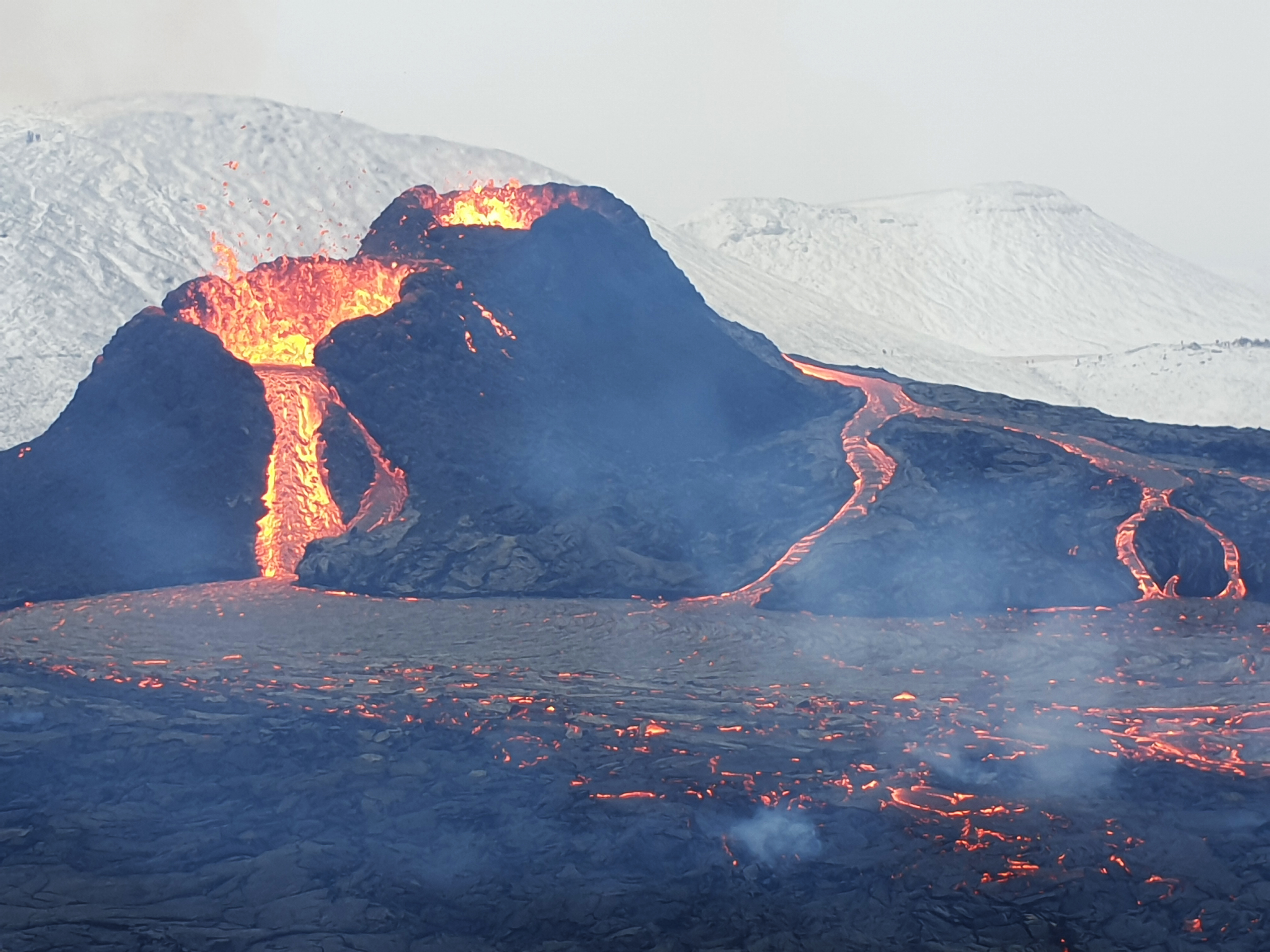
Извержение 24 марта 2021
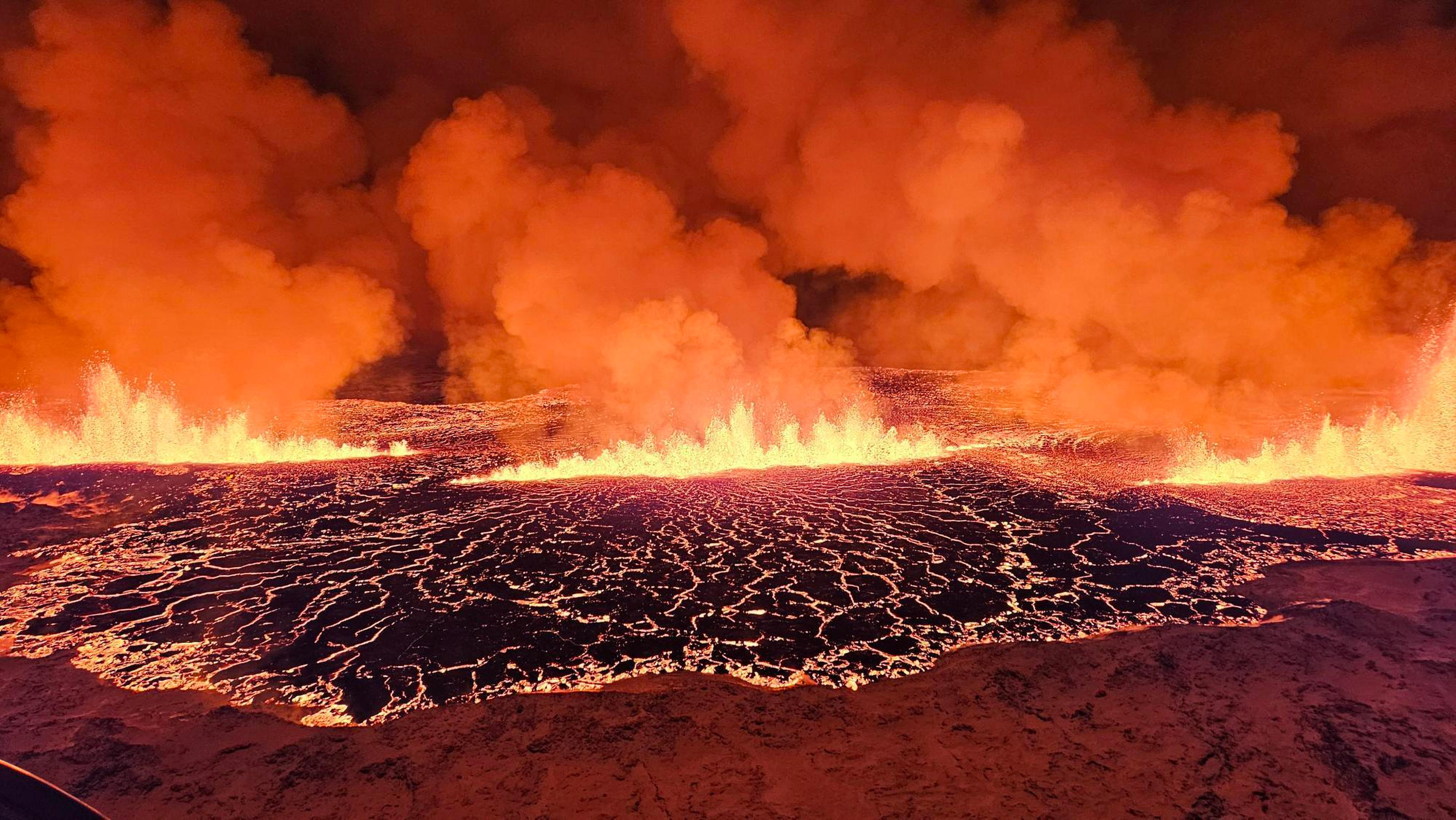
Извержение 18 декабря 2023
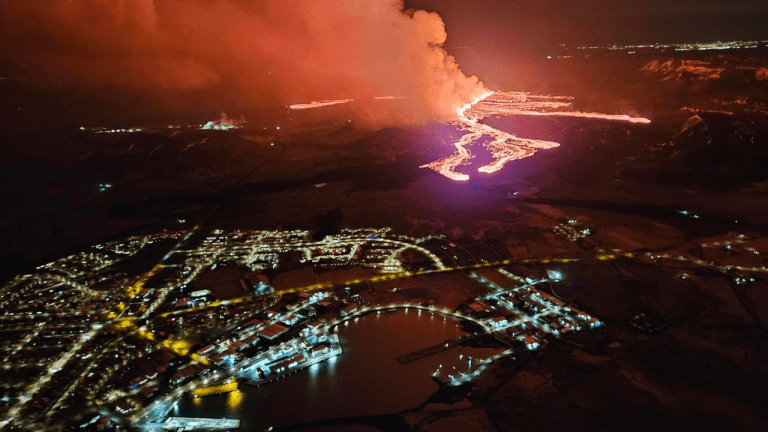
Извержение 16 марта 2024
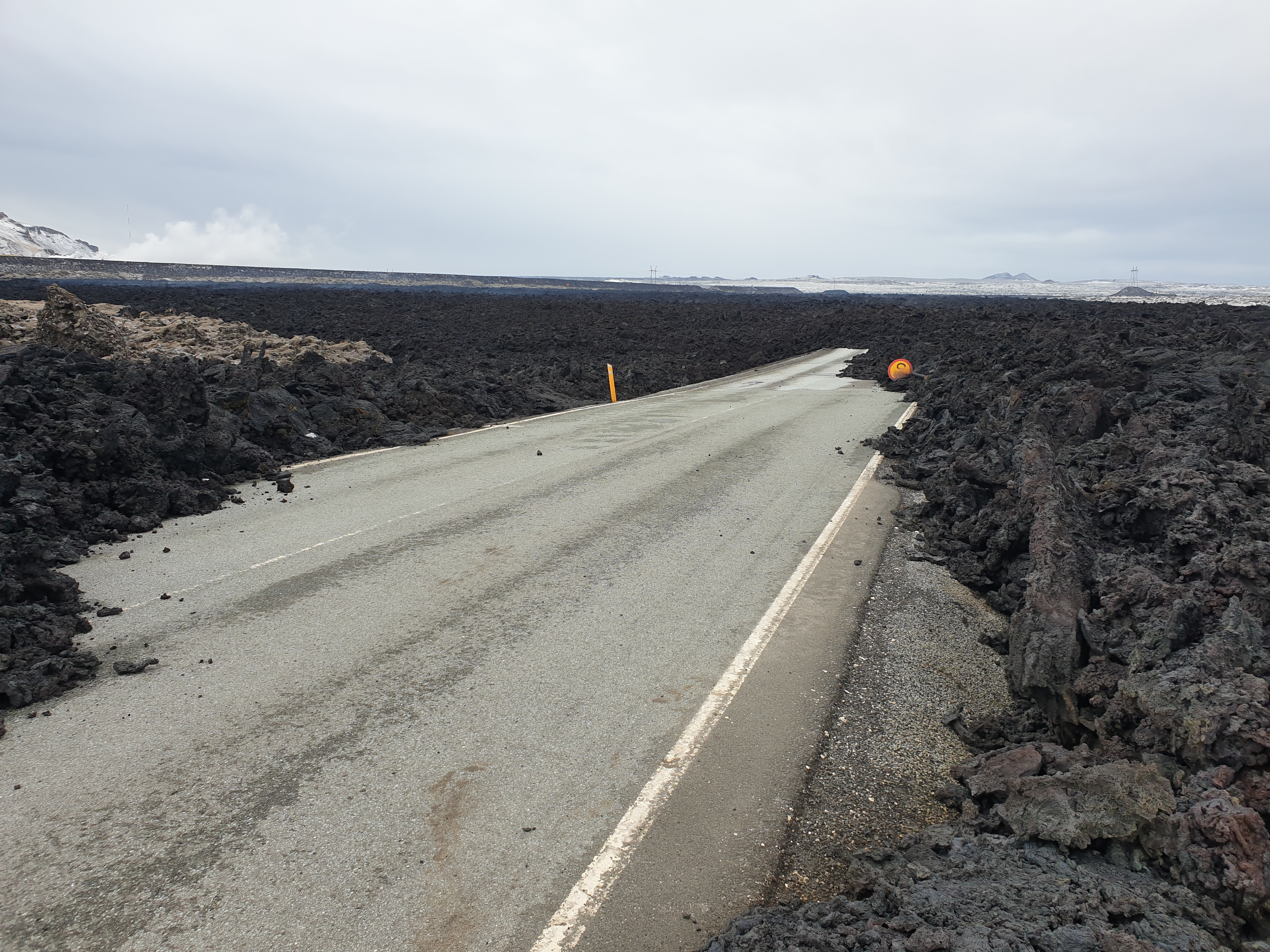
Дорога на «Блауа-Лоунид» после извержения в 2024 году

## Города-партнёры
- Пенинстон
- Рованиеми